# カセサート大学
カセサート大学（英語: Kasetsart University、公用語表記: タイ語: มหาวิทยาลัยเกษตรศาสตร์）は、バンコクに本部を置くタイ王国の国立大学。1943年創立、1943年大学設置。大学の略称はKU。
校名のカセサート（เกษตรศาสตร์）は本来タイ語では /kà.sèːt.trà.sàːt/ カセーットラサート と発音し、〈農学〉を意味する語であるが、この大学のことを指す場合は例外的に /kà.sèːt.sàːt/ カセートサート と発音する。

## 歴史
1943年2月2日に創立した国立大学であり、同国における最初の農業大学でかつ3番目に古い大学である。
科学、芸術、社会学、人文学、教育学、工学、建築などの学科があり、バーンケーンキャンパスをはじめ、国内に7つのキャンパスがある。
学生数は、58,000人以上であり、タイでもっとも規模の大きい大学の一つである。
農学部にインターナショナルコースを設置している。 

## 学部
バーンケーンキャンパスの学部
- 農学部　Faculty of Agriculture
- 水産学部　Faculty of Fisheries
- 森林学部　Faculty of Forestry
- 経営学部　Faculty of Business Administration
- 経済学部　Faculty of Economics
- 獣医学部　Faculty of Veterinary Medicine
- 工学部　Faculty of Engineering
- 理学部　Faculty of Science
- 教育学部　Faculty of Education
- 社会科学部　Faculty of Social Sciences
- 農産学部　Faculty of Agro-Industry
- 人文学部　Faculty of Humanities
- 獣医技術学部　Faculty of Veterinary Technology
- 建築学部　Faculty of Architecture
- 環境学部　Faculty of Environment
- 総合科学院　School of Integrated Science
- 大学院　Graduate School

カセサート大学のインターナショナルプログラムの学士課程において以下の学部学科を設けている。
- 農学部 (Faculty of Agriculture)
  - 熱帯農業学科 (Tropical Agriculture)
- 農業学部 (Faculty of Agro-Industry)
  - 農業革新と技術学科 (Agro-Industrial Innovation and Technology)
- 経営学部 (Faculty of Business Administration)
  - マーケティング学科 (Marketing)
- 経済学部 (Faculty of Economics)
  - 農業ビジネス、食品経済学科 (Economics of Agricultural Business and Food)
  - 理論経済学科 (Economics of Logistics)
  - 観光学科 (Economics of Tourism and Hospitality)
  - 財務学科 (Finance for Entrepreneurs)
- 工学部 (Faculty of Engineering)
  - 航空宇宙学科 (Aerospace Engineering)
  - 電気学科 (Electrical Engineering)
  - 電気機械生産学科 (Electrical-Mechanical Manufacturing Engineering)
  - 環境学科 (Environmental Engineering)
  - 産業学科 (Industrial Engineering)
  - 機械学科 (Mechanical Engineering)
  - ソフトウェアと研究学科 (Software and Knowledge Engineering)
- 人文学部 (Faculty of Humanities)
  - タイ語学科 (Communicative Thai Language for Foreigners)
  - 観光管理学科 (Integrated Tourism Management)
- 理学部 (Faculty of Science)
  - バイオサイエンスとテクノロジー学科 (Bioscience and Technology)
  - 化学学科 (Integrated Chemistry)

## 出身者
- ウォラニット・ターワンウォン（Mook） - 俳優
- ウォルート・チャワリットルティウォン（Prem） - 俳優
- クリット・アンムアイデーチャコーン（PP） - 俳優
- ジラキット・ターワンウォン（Mek） - 俳優
- スパシット・ジョンチーウィーワット（Mew） - 俳優
- タウィナン・アヌクンプラサート（Sea） - 俳優
- タナポップ・リーラッタナカジョーン（Tor） - 俳優
- タナポン・ジャールジトラーノン（Tee） - 俳優
- タナワット・ラッタナキットパイサーン（Khaotung） - 俳優
- タラトーン・ジャンタラウォーラカーン（Boom） - 俳優
- ダーウィット・クリーポルルーク（Tae） - 俳優
- チャヤノーン・パクティーン（Thai） - 歌手（BUSのメンバー）
- チャワリン・プラーッピリヤウォン（NuNew） - 俳優
- チンラット・シリポンチャワリット（Mike） - 俳優
- ピーラワット・シェーンポーティラット（Krist） - 俳優